# خورشید نیمه‌شب (فیلم)
«خورشید نیمه شب» فیلمی به کارگردانی  شبیر شیرازی و تهیه کنندگی شهاب حسینی محصول سال ۱۳۹۴ است. فیلمنامه این اثر با نگاهی به نمایشنامه «داستان خرس های پاندا» اثر ماتئی ویسنی یک به قلم شبیر شیرازی به نگارش درآمده و اولین تجربه کارگردانی او محسوب می شود. 

این فیلم اولین تهیه کنندگی مستقل شهاب حسینی است که او علاوه بر تهیه کنندگی، انتخاب بازیگر و بازیگردانی این فیلم را نیز برعهده دارد.

## خلاصه داستان
این فیلم نُه روز از زندگی خواننده جوانی را به تصویر می کشد که متفاوت ترین روزهای عمر او به حساب می آید.

## بازیگران
- آرمان درویش
- سنبل اعظمی
- آزاده مهدی زاده
- سید علی سجادی
- سمانه اسماعیلی

و با حضور
- شهاب حسینی
- رضا یزدانی

## اکران
فیلم «خورشید نیمه شب» در روزهای ۱۲ می ۲۰۱۸ (۲۲ اردیبهشت) در شهر سن فرانسیسکو، ۱۴ می (۲۴ اردیبهشت) در لس آنجلس، ۱۶ می (۲۶ اردیبهشت) در سن خوزه و ۱۸ می (۲۸ اردیبهشت) در سکرمنتو با حضور شهاب حسینی اکران شد. در ۷ ژون ۲۰۲۰ در جشنواره The BeBop Channel Content آمریکا به نمایش درآمد؛
این فیلم در ایران هنوز به اکران عمومی درنیامده است.